# Dan Magnusson
Dan Magnusson est un joueur de football suédois actif dans les années 1970 et 1980. Il évolue au poste d'attaquant.

## Carrière
Il fait partie du club suédois de l'IF Elfsborg de 1975 à 1980. Durant ces années, il dispute le championnat de Suède de football. Il devient notamment vice-champion de Suède en 1977 derrière le Malmö FF et troisième en 1979.
Grâce aux places d'honneur obtenues en championnat, il participe à la Coupe UEFA 1978-1979. En trente-deuxième de finale, il inscrit le deuxième but de son équipe lors de la victoire face au RC Strasbourg 2-0. Lui et son club sortent cependant de la compétition après une défaite 4-1 au match retour,,.

## Statistiques
Le tableau suivant comprend les statistiques de Dan Magnusson en championnat.
| Championnat               | Club        | Matchs | Buts | Référence |
| ------------------------- | ----------- | ------ | ---- | --------- |
| Championnat de Suède 1975 | IF Elfsborg |        |      | [ 4 ]     |
| Championnat de Suède 1976 | IF Elfsborg |        |      | [ 4 ]     |
| Championnat de Suède 1977 | IF Elfsborg | 13     | 1    | [ 5 ]     |
| Championnat de Suède 1978 | IF Elfsborg | 14     | 1    | [ 6 ]     |
| Championnat de Suède 1979 | IF Elfsborg | 5      | 0    | [ 7 ]     |
| Championnat de Suède 1980 | IF Elfsborg | 11     | 1    | [ 8 ]     |